# Rale Rasic
Rale Rasic (en serbio: Звонимир Рале Рашић; Dole, 26 de diciembre de 1935-Sídney, 8 de junio de 2023) fue un futbolista y entrenador de fútbol de Australia nacido en Yugoslavia que jugó en la posición de defensa. Fue el entrenador de Australia en la Copa Mundial de Fútbol de 1974.

## Carrera

### Club
| Periodo   | Club                  |
| --------- | --------------------- |
| 1952–1956 | FK Proleter Zrenjanin |
| 1957      | FK Vojvodina          |
| 1957–1961 | FK Spartak Subotica   |
| 1961–1962 | FK Borac Banja Luka   |
| 1962–1969 | Footscray JUST        |

### Selección nacional
Jugó para Yugoslavia sub-21 en los años 1950.

### Entrenador
| Periodo | Club                    |
| ------- | ----------------------- |
| 1969    | Footscray JUST          |
| 1969–74 | Australia               |
| 1970    | Melbourne Hungaria      |
| 1971    | St George FC            |
| 1972–73 | Marconi Stallions       |
| 1974–75 | Pan Hellenic            |
| 1977–78 | Marconi Stallions       |
| 1979–80 | Adelaide City FC        |
| 1981–82 | Blacktown City FC       |
| 1983    | South Melbourne FC      |
| 1987–88 | APIA Leichhardt         |
| 1992    | Canterbury-Marrickville |
| 1996    | Rockdale Ilinden FC     |
| 1997    | Fairfield Bulls         |
| 1997–99 | Canberra Cosmos         |

## Logros
- Entrenador del Año de Australia en 1977 y 1987.
- Inducción al Salón de la Fama del Deporte Australiano en 1989.[8]
- Medalla Deportiva Australiana en 2004.
- Medalla Centenaria en 2004 por sus servicios al fútbol.
- Orden de Australia por sus servicios al fútbol en general en 2010.[9]